# Aiton (langue)
Pour les articles homonymes, voir Aiton (homonymie).
L’aiton, ou tai aiton est une langue taï-kadaï, parlée dans l'Assam, dans le nord-ouest de l'Inde.

## Répartition géographique
Les locuteurs de l'aiton habitent dans l'État de l'Assam, dans les districts de Golaghat et de Karbi Anglong, le long de la rivière Dhansiri, dans huit villages. La langue est encore apprise par les enfants. L'aiton s'écrit dans l'alphabet birman.

## Classification
L'aiton appartient au sous-groupe des langues taï du Sud-Ouest, rattaché aux langues taï au sein de la famille taï-kadaï. 

## Sources
- (en) David Bradley, « East and Southeast Asia », dans Christopher Moseley, Encyclopedia of the world’s endangered languages, Milton Park, Routledge, 2007, 349-424 p. (ISBN 9780700711970)